# NTT大容量方式
NTT大容量方式（NTTだいようりょうほうしき）は、1988年から日本国内のみで使用されていた、FDD-FDMA-FMのアナログ携帯電話である。HiCAP（ハイキャップ）とも呼ばれる。
1999年3月にNTTドコモ・IDOとも第2世代移動通信システムに周波数帯域を転用するためサービス終了した。

## NTT方式
1979年に東京都心でサービス開始された世界初の小ゾーンセルラー方式の自動車電話である。
広い周波数帯域のとれる800MHz帯を使用・基地局間自動ハンドオーバー有りの集中制御形マルチチャネルアクセス無線など現在の携帯電話の基礎となる技術開発が行われた。多層構成位置登録エリアと呼ばれる、端末のグループごとに位置登録エリアの境界を変え、特定の基地局境界に位置登録の変更の要求が集中しない制御方式となっている。また、基地局からの制御チャネルに、端末をグループ分けし送信時間を限ることで端末の受信回路の動作時間を短くする間欠通信が行われている。これは、無線呼び出しにも使用されている技術である。
テレビ受像機への可搬型移動局の干渉を抑えるため、基地局が低周波数・移動局が高周波数であり、他の国と逆になっている。
基地局が切り替わるタイミングなどで、無線チャンネルの切替時には「カシャ」という制御信号とノイズが聞こえる特徴があった。

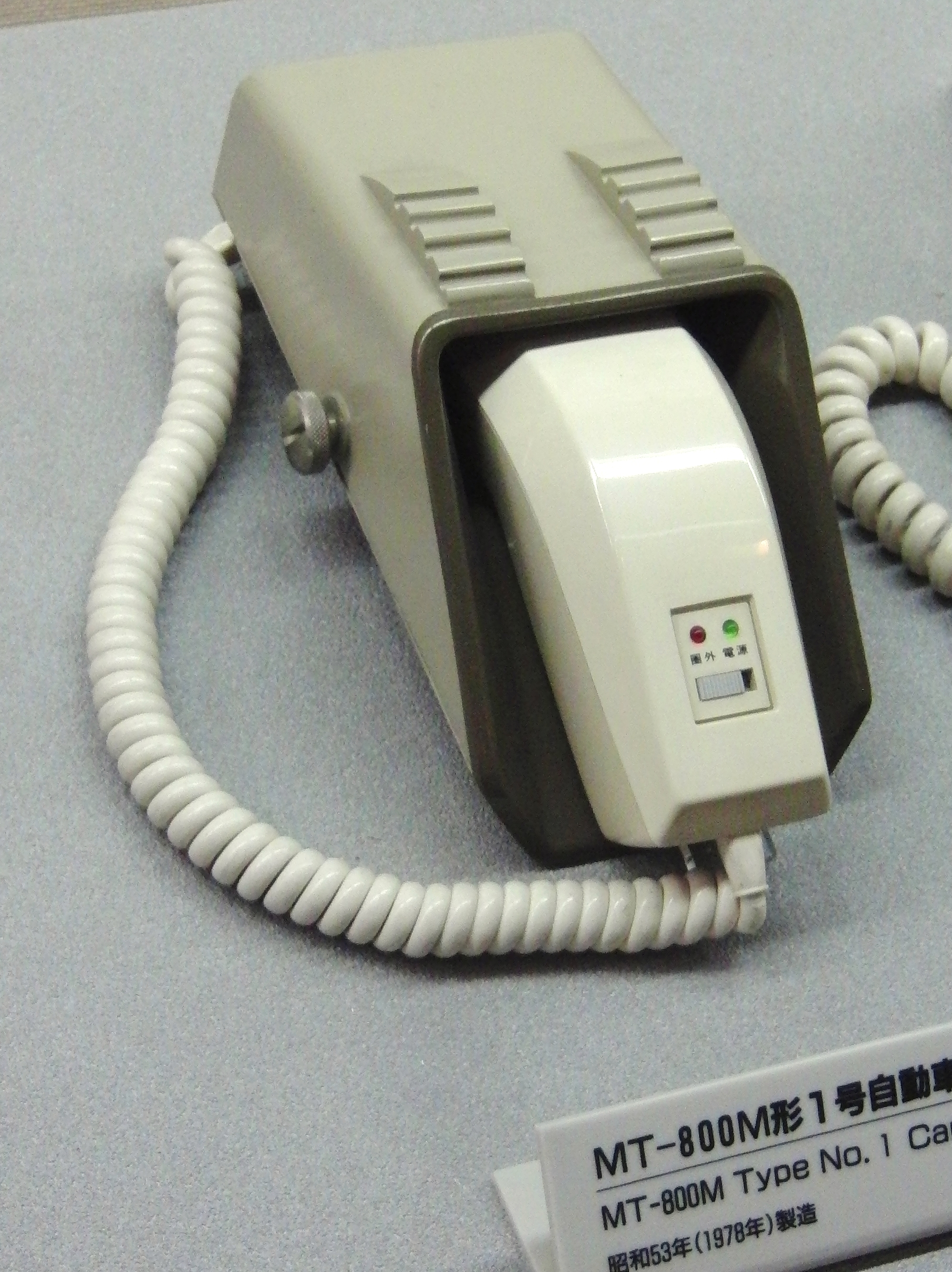
初期の自動車電話機。MT-800M形1号。1978年製造。
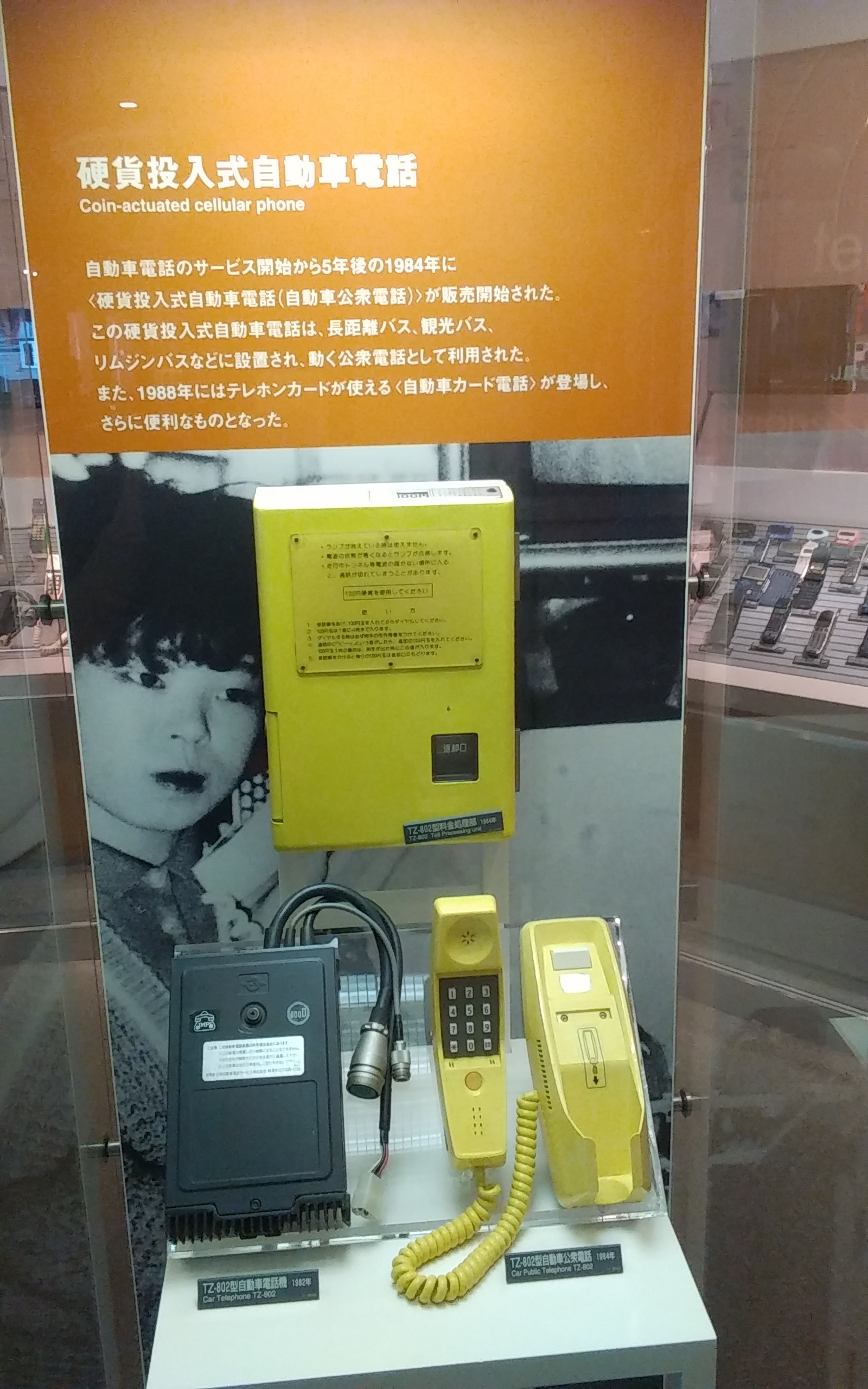
自動車公衆電話 TZ-802（1984年）。
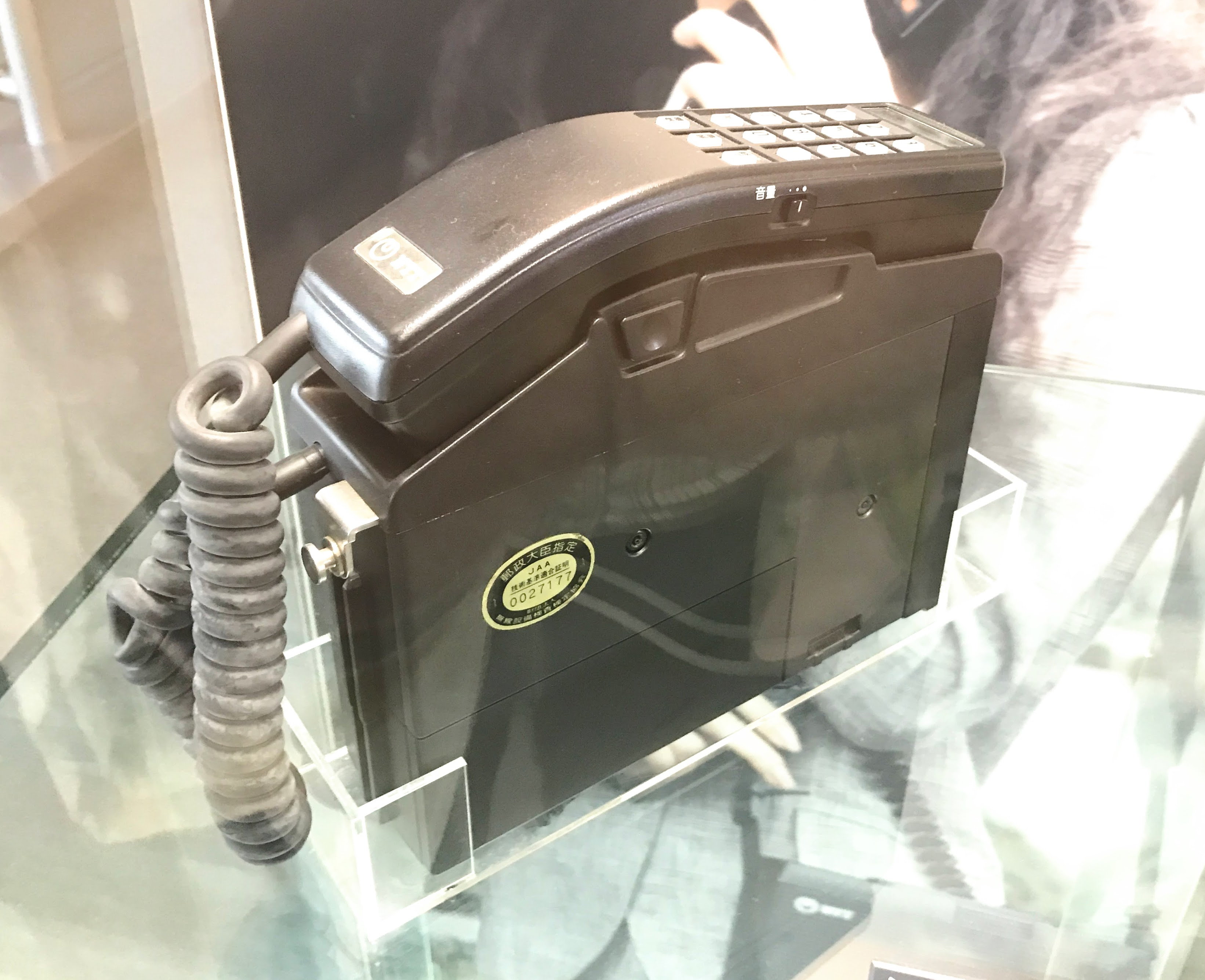
自動車電話100型（ショルダーホン）（TTZ-802型自動車無線電話用移動無線機、1985年）。

## NTT大容量方式
NTT大容量方式は、加入者の増加・携帯電話端末のサービスエリア拡大などに対応するため、搬送波間隔の縮小・120°3セクターセルを採用し周波数の繰り返し利用効率を大きくしたものである。
1988年に東京都23区内から置き換えが開始された。
NTT方式とNTT大容量方式の双方が使える端末（TZ-803型など）では、大容量方式の電波をつかんでいる場合には、液晶表示部のアンテナピクト左に＊が点灯して判別できた。
なお、オプションの秘話サービス使用時は点滅した。（後の第二世代PDCでは、通話中の送信パワーセーブの有無を点滅で表示していた）
移動機はダイバーシティー受信回路が標準となり、移動時のマルチパスノイズが低減し、従来発生していたチャンネル切替ノイズが発生しなくなった。
また、新規参入電気通信事業者である日本移動通信（現在のKDDIのauの関東・中部エリア）も採用していた。関東・中部以外ではNTTドコモのローミングを利用することができた。（有料）
1999年3月にNTTドコモ・IDOとも第二世代携帯電話に周波数帯域を転用するためサービス終了した。（A帯といわれ、NTTドコモではハイパーシリーズ以降の端末でその帯域を利用できた）

## 諸元
- 周波数帯 : 800MHz
- 通信方式 :FDD-FDMA・基地局間自動ハンドオーバー有りの集中制御形マルチチャネルアクセス無線
- 搬送波間隔
  - NTT方式 : 25kHz
  - NTT大容量方式 : 12.5kHz（6.25kHzインタリーブ）
- 変調方式 : 音声-FM・制御信号-FSK

|                  |                  | AMPS               | NTT方式            | NTT大容量方式      | TACS               | J-TACS             | N-TACS                |
| 送信周波数       | 基地局           | 870-890MHz         | 870-885MHz         | 860-885MHz         | 890-915MHz         | 860-870MHz         | 860-870MHz 843-846MHz |
| 送信周波数       | 移動局           | 825-845MHz         | 925-940MHz         | 915-940MHz         | 968-960MHz         | 915-925MHz         | 915-925MHz 989-901MHz |
| 無線チャネル     | チャネル間隔     | 60kHzインターリブ  | 55kHz              | 12.5kHz            |                    | 25kHzインターリブ  | 12.5kHzインターリブ   |
| 無線チャネル     | チャネル数       | 666                | 600                | 2000               | 666                | 600                |                       |
| 送信出力         | 基地局           | 45W                | 25W                | 5W                 | 100W               |                    |                       |
| 送信出力         | 移動局           | 3W                 | 5W/1W              | 5W/1W/0.6W         | 7W                 | 4W                 |                       |
| 多重アクセス方式 | 多重アクセス方式 | 周波数分割多元接続 | 周波数分割多元接続 | 周波数分割多元接続 | 周波数分割多元接続 | 周波数分割多元接続 | 周波数分割多元接続    |
| 通信変調方式     | 変調方式         | 位相変調           | 位相変調           | 位相変調           | 位相変調           | 位相変調           | 位相変調              |
| 通信変調方式     | 周波数偏移       | 12kHz              | 5kHz               | -                  | 9.5kHz             | 9.5kHz             | 9.5kHz                |
| 制御信号         | 変調方式         | 周波数偏移変調     | 周波数偏移変調     | 周波数偏移変調     | 周波数偏移変調     | 周波数偏移変調     | 周波数偏移変調        |
| 制御信号         | 最大周波数遷移   | 8kHz               | 4.5kHz             | 2.4kHz             | 6.4kHz             | 6.4kHz             | 6.4kHz                |

## 沿革
- 1979年12月 - 東京都心で日本電信電話公社の世界初の小ゾーン自動車電話のサービス開始。
- 1980年11月 - 大阪地区でサービス開始。
- 1982年1月 - 名古屋地区でサービス開始。硬貨投入式自動車電話の発売開始。
- 1984年3月 - 中小都市方式の基地局で日本全国へのサービスエリア拡大開始。
- 1985年9月 - 肩掛け可搬型のショルダーホン（出力5W）のサービス開始。
- 1987年4月 - 携帯電話（TZ-802型 - 体積0.5リットル, 質量約900g, 出力1W）のサービス開始。
- 1988年5月 - 日本電信電話が東京都23区内でNTT大容量方式に変更開始。
- 1988年12月 - 日本移動通信が東京都23区内にNTT大容量方式で新規参入。
- 1997年12月 - NTTドコモ・IDOとも新規受付終了。
- 1999年3月 - NTTドコモ・IDOともサービス終了。